# Зиновьев, Евгений Александрович (хоккеист)
Евгений Александрович Зиновьев (род. 8 октября 1966, Челябинск) — советский и российский хоккеист, нападающий, мастер спорта России (1993). Тренер.

## Биография
С восьми лет занимался в секции по хоккею с шайбой спортклуба Челябинского металлургического завода, первый тренер Геннадий Дерябин. Затем в юношеских командах ЧМК два года тренировался у Георгия Котова. В молодёжной команде «Трактора» играл у Виктора Перегудова. В 1984 году поступил в институт ЧИМЭСХ, играл в студенческой команде «Сельхозвузовец» на первенство области. В сезоне 1984/85 дебютировал в первенстве СССР, проведя четыре матча за команду второй лиги «Металлург» Челябинск. В сезоне 1985/86 выступал в первой лиге за «Молот» Пермь. Со следующего сезона стал играть в первой лиге за «Металлург» (c сезона 1990/91 — «Мечел»). Четырежды становился лучшим бомбардиром команды в сезоне; в сезоне 1992/93 — капитан команды. В сезоне 1991/92 провёл шесть матчей за «Трактор» в высшей лиге. В сезоне 1993/94 провёл 42 матча за «Трактор» и 15 за «Мечел». Со следующего сезона стал выступать за «Трактор», но получил серьёзную травму — разрыв крестообразной связки. После сезона 1996/97, по ходу которого вернулся в «Мечел», завершил карьеру.
Бронзовый призёр чемпионата МХЛ 1993/1994, чемпион высшей лиги (дивизион «Восток») 1996/1997.
Тренер в команде «Юниор-Т» Курган (1997—1998). Главный тренер команды «Трактор-2» Челябинск (1998/99 — 2000/01). Тренер в «Мечеле» (2002/03, до 4 декабря; 6 февраля 2003 — 1 февраля 2004). Главный тренер «Мечела» (2003/04, 1 февраля 2004—2006/07). Главный тренер команд «Газовик» Тюмень (3 февраля 2008—2008/09), «Южный Урал» Орск (ВХЛ, 2010/11 — 2012/13, 5 ноября 2016 — 13 октября 2018, 5 февраля 2020 — 2021/22), «Сарыарка» Караганда (Казахстан, ВХЛ, июнь — 14 октября 2013), «Горняк» Рудный (чемпионат Казахстана, 2014/15 — 2015/16, 10 ноября 2018 — 3 февраля 2020), «Ермак» Ангарск (ВХЛ, 6 октября — 2 декабря 2022).
Как тренер победитель регулярного чемпионата и серебряный призер ВХЛ 2012/2013. Бронзовый призёр чемпионата Казахстана.